# Crimson (comics)
Pour les articles homonymes, voir Crimson.
Crimson est une bande dessinée américaine fantastique sur le thème des vampires, créée par l'artiste Humberto Ramos et l'écrivain Brian Augustyn, à partir de concepts narratifs de Francisco Haghenbeck et Oscar Pinto. Elle est la série ayant permis à Humberto Ramos de percer à l'international. 

## Historique de la publication
La série démarre en 1998 et a duré 24 numéros. Les sept premiers ont été publiés dans le cadre du label Cliffhanger qui publie des comics en creator-owned et faisant partie d’Image Comics, puis les dix-sept suivants par le label Wildstorm de DC Comics. Lancée en même temps que deux autres séries, Danger Girl et Battle Chasers, elle est la seule à ne pas souffrir de retards et gardera une parution régulière. 
Un numéro spécial Sourcebook Crimson a été publié ainsi qu'un one-shot avec Scarlet X. Le récit de Scarlet X - Lune Sanglante (Scarlet X - Blood on the Moon) se déroule au Mexique et présente l'origine de Joe l'Indien. 
Lors d'un interview, Ramos indiquera avoir été influencé par le film Génération Perdue de Joel Schumacher « pour la trame et les personnages ». 

## Synopsis
Crimson présente un jeune homme, Alex Elder, attaqué par une bande de vampires alors qu'il est en retard avec une bande d'amis. Mordu, Alex est sauvé par Ekimus, le dernier d'une ancienne race antérieure à l'humanité et qui prétend qu'Alex est « L'Élu ». Alex devient le premier et le dernier de son espèce, acquérant des pouvoirs autres que ceux d'un vampire normal, destiné à mettre fin à la race des vampires. La série suit Alex qui s’adapte à sa nouvelle vie de vampire et assume la responsabilité d’être un héros. La bande dessinée présente non seulement des vampires, mais également des loups-garous et d’autres êtres et éléments surnaturels, ainsi que des thèmes et des divinités bibliques. 

## Personnages principaux
- Alex Elder - le protagoniste : adolescent de seize ans qui, lors d'une soirée entre amis, est pris dans une embuscade par un gang de vampires. Il est sauvé par Ekimus, qui offre son sang à Alex et le transforme en « L'Élu » : un vampire doté de pouvoirs magiques pour détruire tous les autres vampires, et dont le rôle est de sauver le monde de la prochaine apocalypse.
- Ekimus : un être sage et ancien connu sous le nom de « Grigori » , qui guide Alex dans sa nouvelle vie de vampire. Il est connu comme la source de tout le vampirisme à travers le monde.
- Scarlet Thinbault X : un agent féminin de « L'Ordre du Red Hood », une organisation familiale dédiée à la chasse et à la destruction de créatures démoniaques. Elle se lie d'amitié avec Alex et devient plus tard son intérêt amoureux.
- José : surnommé « Joe », il est un vampire indien mexicain qui devient le mentor et le meilleur ami d'Alex.
- Lisseth : principal antagoniste et ancienne amante d'Ekimus. Elle est surnommée « la mère de tous les vampires », résolue à provoquer l'apocalypse et à régner sur toute la création.
- Victor Van Fleet : sénateur américain et puissant seigneur vampire aspirant à la présidence. Il s'est allié à Lisseth.

## Publications

### Éditions américaines
L'intégrale de la série Crimson est publiée sous forme de 4 volumes, entre 1999 et 2001. 
- Loyalty and Loss (no 1-6, 160 pages, juin 1999,  (ISBN 1-56389-532-3))
- Heaven & Earth (no 7-12, 160 pages, février 2000,  (ISBN 1-56389-647-8))
- Earth Angel (no 13-18, 160 pages, mars 2001,  (ISBN 1-56389-768-7))
- Redemption (no 19-24, 160 pages, octobre 2001,  (ISBN 1-56389-790-3))

Elle est rééditée en 2016 par les éditions BOOM! Studios.

### Éditions françaises
La série est publiée dès 1999 par Semic dans une édition kiosque. Son intégralité est éditée en 13 numéros, plus un quatorzième présentant le récit spécial Scarlet X - Lune Sanglante entre juin 1999 et août 2001.
En août 2000, les éditions USA propose le premier volume de l'édition reliée (86 pages,  (ISBN 2-911033-85-X)), mais la suite ne sortira jamais.
C'est en décembre 2017 que Glénat propose Crimson Omnibus, une intégrale à tirage unique  (ISBN 978-2-3440-2477-5). L'édition est sous-titrée L'odyssée d'Alex Elder.

## Distinction
En 2016, la nouvelle édition de la série gagne le Prix Harvey du « Meilleur projet de réédition US ».

## Produits dérivés
Une série de figurines, inspirée du comics, a été éditée par Palisades Toys (en) en 1999.